# 365. pěší divize (Wehrmacht)
365. pěší divize (německy 365. Infanterie-Division) byla pěší divize německé armády (Wehrmacht) za druhé světové války.

## Historie
Divize byla založena 10. března 1940 v rámci 9. mobilizační vlny ze štábu vrchního polního velitelství (německy Oberfeldkommandantur) v Tarnówě, který byl součástí Generálního gouvernementu. S vytvářením dělostřeleckého pluku se započalo 24. června 1940. 1. srpna 1940 byla 365. pěší divize zrušena a z jejího štábu vznikl štáb vrchního polního velitelství 365 (německy Oberfeldkommandantur 365) ve Lvově.

## Velitelé
| Datum           | Hodnost        | Jméno        |
| --------------- | -------------- | ------------ |
| 10. březen 1940 | generálporučík | Konrad Haase |

## Členění
| Členění 365. pěší divize      |
| ----------------------------- |
| Infanterie-Regiment 647       |
| Infanterie-Regiment 648       |
| Infanterie-Regiment 649       |
| Kanonen-Batterie 365          |
| Radfahr-Schwadron 365         |
| Nachrichten-Kompanie 365      |
| Divisions-Nachschubführer 365 |